# Preikestolen
Preikestolen ali Prekestolen ('prižnica', 'pridigarjev stol') je turistična znamenitost v občini Strand v okrožju Rogaland na Norveškem. Preikestolen je strma pečina, ki se dviga 604 metre nad Lysefjordom. Na vrhu pečine je skoraj raven vrh približno 25 krat 25 metrov. Preikestolen je blizu zahodnega dela fjorda in na njegovi severni strani.
Turizem na tem mestu se je v zgodnjem 21. stoletju povečal, leta 2012 ga je obiskalo med 150.000 in 200.000 obiskovalcev, zaradi česar je ena najbolj obiskanih naravnih turističnih znamenitosti na Norveškem. BASE skakalci pogosto skačejo s pečine. Zaradi povečane priljubljenosti so nepalski šerpe leta 2013 izboljšali najpogosteje uporabljeno pot do mesta (3,8 kilometra dolg pohod).

## Ime
Staro lokalno ime mesta je Hyvlatonnå (obličev zob). Ime Prekestolen (brez i) je bilo skovano okrog leta 1900, ko je lokalna turistična organizacija Stavanger Turistforening želela promovirati mesto za pohodništvo. "I" je bil dodan pozneje, da se ujema z nyunorskim, uradno lokalno obliko norveščine, in mesto je zdaj tako lokalno kot uradno znano kot Preikestolen.

## Dostop
Mesto Stavanger, četrto največje na Norveškem, s številnimi direktnimi leti v/iz evropskih mest, je 25 kilometrov od lokacije. Parkirišče za Preikestolen je, zahvaljujoč odprtju podvodnega tunela Ryfylketunnelen aprila 2020, približno 40 minut vožnje od Stavangerja z avtomobilom.
Dostop do Preikestolena iz Stavangerja je po norveški državni cesti 13 (Rv13). Z juga se je možno pripeljati do parkirišča Preikestolen s trajektom iz Lauvvike v Oanes. Trajekti vozijo vse leto, vendar imajo omejen delovni čas.
Cesta do lokacije se konča v občini Strand, južno od mesta Jørpeland na parkirišču pri Preikestolen Fjellstue, s potjo, ki se razteza od parkirišča do lokacije. Povratni pohod do Preikestolena z najbližjega parkirišča traja približno 3–4 ure za nekoga s povprečno telesno pripravljenostjo.
Pot do Preikestolena je mestoma zelo strma. Začne se pri Preikestolhytta, na nadmorski višini približno 270 metrov in se povzpne na 604 metre. Hoja traja 2-3 ure, odvisno od prometa na poti, izkušenj in stopnje telesne pripravljenosti. Čeprav je višinska razlika le 334 metrov in hoja ni posebno dolga, približno 3,8 kilometra v vsako smer, je skupni dvig in izguba višine med pohodom večja, kot bi sprva pričakovali, saj se pot vzpenja in spušča po različnih grebenih. Hoja je težja pozimi in spomladi, ko sta sneg in led. Pozimi zaradi snega ni vedno mogoče izvesti pohoda na vrh.
Alternativni dostop je na voljo po poti iz Brattelija – postajališča za turistični trajekt iz Lauvvika v Lysebotn, ki pelje pod pečino. Ta hoja je bolj zahtevna in traja 4–5 ur v eno smer.
Še ena možnost je plovba skozi Lysefjorden, izleti pa potekajo vse leto. Zunaj poletja je lahko vreme mokro in hladno, oblaki pa lahko ovirajo pogled na pečino. Ladja se med vstopom in izstopom ustavi v več majhnih dokih, vključno s postankom na koncu Lysefjordena pri vas Lysebotn.

## Projekt izboljšave
V začetku aprila 2013 se je začel projekt izboljšave poti do Preikestolena, saj je bila stara tako slaba, da je pogosto povzročala »zastoje«, na nekaterih točkah poti pa včasih ni bilo mogoče priti skozi. Do leta 2016 je bila pot dokončana.
Leta 2019 se je začel nov projekt za nadaljnje izboljšave poti, novo spletno stran in izboljšavo znakov.

## Varnost
Oblasti so se odločile, da ne bodo namestile ograj ali drugih varnostnih naprav, saj so menile, da bi to škodovalo lokaciji in dejstvu, da so smrtni primeri na lokaciji izjemno redki, kljub temu, da ima vsako leto približno 200.000 obiskovalcev. Poleg tega so obstajali pomisleki, da bi lahko ograje ali druge naprave spodbujale nevarno vedenje, kot je plezanje na ograje. Norveške oblasti so izjavile, da »ne moremo ograditi vse narave v tej državi«.
Do leta 2013 na mestu ni bilo nesrečnih smrtnih žrtev. Vendar so bili prej samomori in poskusi samomora. Februarja 2000 sta Avstrijka in Norvežan skupaj naredila samomor, tako da sta skupaj skočila s pečine, potem ko sta se spoznala na internetu in sklenila samomorilski pakt. Oktobra 2004 je bil mlad nemški par na poti na pečino, da bi naredil samomor, vendar so ga ustavile norveške oblasti, preden je lahko izvedel dejanje, ko so njune družine obvestile oblasti. Jeseni 2013 je španski turist postal prva oseba, ki je umrla zaradi, za kar je bilo prvotno razglašeno, da gre za nesrečo; vendar je bilo takoj po nesreči na njegovem računu na Facebooku objavljeno samomorilno sporočilo, ki nakazuje, da je bil incident pravzaprav samomor.
Po poročanju lokalnega tiska se je prva nesreča brez znanih samomorilnih namenov zgodila leta 2020.

## Narava

### Geologija
Klif je nastal v ledeni dobi, pred približno 10.000 leti, ko so robovi ledenika dosegli klif. Voda iz ledenika je zmrznila v razpokah gore in sčasoma odlomila velike oglate bloke, ki jih je pozneje odnesel  ledenik. To je vzrok za oglato obliko planote. Ob samem platoju se nadaljuje globoka razpoka. Zaradi teh razpok se bo plato nekoč podrl, vendar so vse geološke raziskave pokazale, da se to v doglednem času ne bo zgodilo, geologi pa so potrdili varnost platoja.

### Podnebje
Vzdolž fjorda je blago in vlažno obalno podnebje.

### Okoliška pokrajina
Pečina gleda na doline tradicionalnega okrožja Ryfylke. Gore, ki obdajajo pečino, dosegajo višine do 843 metrov. Nekateri vrhovi hribov imajo planote, ki so prepredene z jezeri.
Blizu konca Lysefjorda je 1110 metrov visoka gora Kjerag, ki je tudi pohodniška destinacija. Nekateri turisti se odločijo, da se odrečejo izletom v Preikestolen in namesto tega odidejo v Kjerag.

## V popularni kulturi
- Granitna skulptura pečine je bila postavljena v mestu Langeskov na Danskem v spomin na pobrateno mesto Forsand.[17]
- V zadnjem prizoru zadnje epizode druge sezone Vikingov je glavni lik, Ragnar Lothbrok, viden sedeti na vrhu Preikestolena.
- Stisnjen zrak iz Lysefjorden/Preikestolen se prodaja v pločevinkah, večinoma na Kitajsko.[18]
- Zadnji bojni prizor (od 2h:10m do 2h:15m) v Misiji: Nemogoče – Fallout prikazuje Toma Cruisa, ki pleza po steni pečine v Preikestolenu, čeprav naj bi bilo v filmu v Kašmirju pod indijsko upravo, ki je zdaj pod upravo Indija kot ozemlje unije Laddakh.[19]
- Filmska pesem Amali thumali (od 00:00 m do 1:30 m) iz uspešnice tamilskega filma Ko iz leta 2011 prikazuje glavne pare, ki plešejo na vrhu pečine v Preikestolenu.[20]

## Galerija
- Pogled na Lysefjord z vrha hriba Preikestolen
- Pogled s Preikestolena, Lysefjorden spodaj
- Panoramski pogled iz Preikestolena na Lysefjorden
- Na vrhu Preikestolena, junij 2009
- Preikestolen in okolica
- Preikestolen konec novembra 2018, Lysefjord pod meglo
- Pogled s peš poti